# Flygeladjutant
Flygeladjutant var förr i flera arméer, såsom den preussiska och den tsarryska, benämning på regentens personliga adjutanter, såvida de inte innehade generals grad, i vilket fall de benämndes generaladjutanter.